# James Bilbray
James Hubert Bilbray (Las Vegas, 19 maggio 1938 – Las Vegas, 19 settembre 2021) è stato un politico statunitense, membro della Camera dei Rappresentanti per lo stato del Nevada dal 1987 al 1995.

## Biografia
Nato a Las Vegas, Bilbray studiò all'Università del Nevada a Las Vegas e si laureò in giurisprudenza all'American University. Lavorò come avvocato, consulente del tribunale per i minorenni e vice district attorney della contea di Clark.
Entrato in politica con il Partito Democratico, nel 1972 Bilbray si candidò alla Camera dei Rappresentanti sfidando nelle primarie il deputato in carica Walter S. Baring Jr. e riuscì a sconfiggerlo. Baring, in polemica con Bilbray, appoggiò pubblicamente il suo avversario repubblicano David Towell, che vinse le elezioni.
Nel 1980 fu eletto all'interno della legislatura statale del Nevada, dove restò per sei anni. Nel 1986 si candidò nuovamente alla Camera, per il seggio lasciato da Harry Reid, riuscendo questa volta a vincere e ad approdare al Congresso. Fu riconfermato dagli elettori per altri tre mandati, finché nel 1994 venne sconfitto dall'avversario repubblicano John Ensign. Nella stessa tornata elettorale, suo cugino Brian venne eletto deputato per lo stato della California col Partito Repubblicano.
Dopo aver lasciato la politica, James Bilbray tornò a svolgere la professione di avvocato.